# Vigo Rendena
Vigo Rendena település Olaszországban, Trento megyében.  Vigo Rendena Pelugo, Villa Rendena, Darè és Montagne községekkel határos.

## Népesség
A település népességének változása: